# Jorge Pedro Carrión Pavlich
Jorge Pedro Carrión Pavlich (* 25. Mai 1950 in Junín, Peru) ist ein peruanischer Geistlicher und Bischof von Puno.

## Leben
Jorge Pedro Carrión Pavlich empfing am 15. August 1976 das Sakrament der Priesterweihe.
Am 14. Februar 1998 ernannte ihn Papst Johannes Paul II. zum Apostolischen Administrator des Bistums Puno und am 25. März 2000 zum Bischof von Puno. Der emeritierte Erzbischof von Lima, Augusto Kardinal Vargas Alzamora SJ, spendete ihm am 7. Mai desselben Jahres die Bischofsweihe; Mitkonsekratoren waren der Erzbischof von Arequipa, Luis Sánchez-Moreno Lira, und der Apostolische Nuntius in Peru, Erzbischof Rino Passigato.